# 于尔根·希尔德布兰德
于尔根·希尔德布兰德（德語：Jürgen Hildebrand，1948年7月24日—），德国前男子手球运动员。他曾代表东德国家队参加1972年夏季奥林匹克运动会手球比赛，结果队伍获得第四名。